# Woldemar Bargiel
Woldemar Bargiel (Berlín, 3 de octubre de 1828 - íd, 23 de febrero de 1897) fue un compositor alemán.

## Biografía
Estudió en Leipzig siendo discípulo de Moscheles, Hauptmann y Gade, dándose a conocer por sus obras para piano y para orquesta; en 1859 fue nombrado profesor del Conservatorio de Colonia donde tuvo entre otros alumnos a F. W. Francke y al estadounidense Ernest Douglas, y maestro de capilla más tarde en Róterdam, donde fue sucedido en el cargo por el alemán Friedrich Gernsheim, más tarde se trasladó en 1874 a Berlín, como profesor de la Hochschule für Musik de esta capital, donde tuvo entre otros alumnos en Martin Grabert.
Fue entusiasta admirador de Schumann, ya que era medio hermano de su esposa Clara, pero en su música no obstante, aparece con personalidad propia. Entre sus obras destacan las oberturas de Medea y Prometeu, las piezas corales Noche de Primavera, el Salmo XXIII y distintas sinfonías, tríos, sonatas y corales.